# Victor Hănescu
Victor Hănescu (Bucareste, 21 de julho de 1981) é um tenista profissional da Romênia.
Hănescu é o principal tenista atual romeno, depois de Andrei Pavel. O tenista já disputou a Olimpíadas de Atenas de 2004, representado seu país natal, e é o principal nome romeno na Copa Davis.
Victor Hănescu em 2007 disputou apenas três competições devido a lesões. 
Em 2008 venceu o Torneio de Gstaad.
Encerrou o ano de 2011 como o número 90 do mundo.

## Conquistas

### Simples
- 2002 Challenger da Maia, Portugal
- 2004 Challenger de Roma, Itália
- 2007 Challenger de Timisoara, Romênia
- 2007 Challenger de Graz, Áustria
- 2007 Challenger de Bucareste, Romênia

### Singles: 5 (1–4)
Vitórias (1)
| Legenda (pre/pos 2009)                                        |
| Grand Slam torneios (0)                                       |
| Tennis Masters Cup / ATP World Tour Finals (0)                |
| ATP Masters Series / ATP World Tour Masters 1000 (0)          |
| ATP International Series Gold / ATP World Tour 500 Series (0) |
| ATP International Series / ATP World Tour 250 Series (1)      |

| Titulos por Piso |
| Duro (0)         |
| Saibro (1)       |
| Grama (0)        |
| Carpete (0)      |

| N. | Data           | Torneio       | Piso   | Oponente na final | Placar da final |
| 1. | Julho 13, 2008 | Gstaad, Suíça | Saibro | Igor Andreev      | 6–3, 6–4        |

Vice-Campeonatos (4)
| N. | Data              | Torneio              | Piso   | Oponente na final  | Placar da final  |
| 1. | Setembro 16, 2007 | Bucareste, Roménia   | Saibro | Gilles Simon       | 4–6, 6–3, 6–2    |
| 2. | Julho 12, 2009    | Stuttgart, Alemanha  | Saibro | Jérémy Chardy      | 1–6, 6–3, 6–4    |
| 3. | Abril 11, 2010    | Casablanca, Marrocos | Saibro | Stanislas Wawrinka | 6–2, 6–3         |
| 4. | Maio 21, 2011     | Nice, França         | Saibro | Nicolás Almagro    | 6–7(5), 6–3, 6–3 |

### Duplas: 3 (1–2)
Vitórias (1)
| Legenda (pre/pos 2009)                                        |
| Grand Slam tournaments (0)                                    |
| Tennis Masters Cup / ATP World Tour Finals (0)                |
| ATP Masters Series / ATP World Tour Masters 1000 (0)          |
| ATP International Series Gold / ATP World Tour 500 Series (1) |
| ATP International Series / ATP World Tour 250 Series (0)      |

| Titulos por Piso |
| Duro (0)         |
| Saibro (1)       |
| Grama (0)        |
| Carpete (0)      |

| N. | Data           | Torneio            | Piso   | Parceiro        | Oponente na final               | Placar da final |
| 1. | Julho 14, 2008 | Kitzbühel, Austria | Saibro | James Cerretani | Lucas Arnold Ker Olivier Rochus | 6–3, 7–5        |

Vices (2)
| N. | Data              | Torneio             | Piso   | Parceiro     | Oponente na final                | Placar da final |
| 1. | Setembro 18, 2005 | Bucareste, Roménia  | Saibro | Andrei Pavel | José Acasuso Sebastián Prieto    | 6–3, 4–6, 6–3   |
| 2. | Julho 13, 2009    | Stuttgart, Alemanha | Saibro | Horia Tecău  | František Čermák Michal Mertiňák | 7–5, 6–4        |